# Premios Gardel 2012
Die 14. Ausgabe der Premios Gardel a la música argentina fand am 8. November 2012 statt. Die Moderation übernahmen Soledad Pastorutti und El Bahiano.

## Hauptkategorien

### Premio Gardel de Oro
- Escalandrum

### Album des Jahres
| Sieger                                 | Nominierungen                                                                            |
| -------------------------------------- | ---------------------------------------------------------------------------------------- |
| Piazolla Plays Piazzolla – Escalandrum | - Magistral – Miranda! - Vidala – Nadia Szachniuk y Eva Sola - A Propósito – Babasónicos |

### Lied des Jahres
| Sieger                | Nominierungen                                                                  |
| --------------------- | ------------------------------------------------------------------------------ |
| «Paisaje» – Vicentico | - «Ya lo sabía» – Miranda! - «Banderita colorada» – Nadia Szachniuk y Eva Sola |

### Aufnahme des Jahres
| Sieger                     | Nominierungen                                              |
| -------------------------- | ---------------------------------------------------------- |
| El Desembarco – León Gieco | - Magistral – Miranda! - Crónicas del Futuro – Poseidótica |

### Produktion des Jahres
| Sieger                                 | Nominierungen                                       |
| -------------------------------------- | --------------------------------------------------- |
| Piazolla Plays Piazzolla – Escalandrum | - Magistral – Miranda! - El Desembarco – León Gieco |

## Genre-Kategorien

### Pop
Bestes Album einer Künstlerin Pop
| Gewinner                 | Nominierungen                                        |
| ------------------------ | ---------------------------------------------------- |
| Palabras Gastadas – Hana | - Si o No – Loli Molina - Gastaldi Contigo – Valeria |

Bestes Album eines Künstlers Pop
| Gewinner            | Nominierungen                                          |
| ------------------- | ------------------------------------------------------ |
| Un Nuevo Sol – Axel | - 12 – Gonzalo Aloras - El Eje del Mar – Pablo Montiel |

Beste Popband
| Gewinner             | Nominierungen                                            |
| -------------------- | -------------------------------------------------------- |
| Magistral – Miranda! | - 11 – Ella es tan cargosa - Escaleras Doradas – Tony 70 |

Bestes Album eines Newcomers Pop
| Gewinner                                  | Nominierungen                                                          |
| ----------------------------------------- | ---------------------------------------------------------------------- |
| Nunca o una eternidad – Deboráh de Corral | - Malas costumbres – Matías Miranda - Busca tu alma – Victoria Obarrio |

### Rock
Bestes Album eines Künstlers Rock
| Gewinner                   | Nominierungen                                                 |
| -------------------------- | ------------------------------------------------------------- |
| El Desembarco – León Gieco | - Fabi Ahora – Fabiana Cantilo - Primera Fila – Miguel Mateos |

Bestes Album einer Musikgruppe Rock
| Gewinner                              | Nominierungen                                                  |
| ------------------------------------- | -------------------------------------------------------------- |
| El Mezcal y la Cobra – Catupecu Machu | - A propósito – Babasónicos - Parque de depresiones – Guasones |

Bestes Album eines Newcomers Rock
| Gewinner                   | Nominierungen                                                        |
| -------------------------- | -------------------------------------------------------------------- |
| Blindado– Baltasar Comotto | - Ni la más puta idea – Ni la más puta idea - Teleficción – Aladelta |

### Rock Pop Alternativo
Bestes Alternative-Album
| Gewinner                      | Nominierungen                                                           |
| ----------------------------- | ----------------------------------------------------------------------- |
| Rêverie – Luciano Supervielle | - Blindado – Baltasar Comotto - La mesa está servida – Los Pérez García |

### Electrónica
Bestes Elektronisches Album
| Gewinner                                                                      | Nominierungen                                                                     |
| ----------------------------------------------------------------------------- | --------------------------------------------------------------------------------- |
| Electric Future Beats: Progressive New Music from Argentina – Various Artists | - Early Singles – Julián Aznar - Antes del estreno – Emisor Música de la película |

### Folklore
Bestes Album einer Künstlerin der Folklore
| Gewinner                      | Nominierungen                                                    |
| ----------------------------- | ---------------------------------------------------------------- |
| Este tiempo – Liliana Herrero | - Otro cantar – Teresa Parodi - La Dávalos – Julia Elena Dávalos |

Bestes Album eines Künstlers der Folklore
| Gewinner                     | Nominierungen                                                                   |
| ---------------------------- | ------------------------------------------------------------------------------- |
| El Viajero– Peteco Carabajal | - Rasgos naturales – Facundo Saravia - Mis zambas preferidas – Juanjo Domínguez |

Bestes Album einer Musikgruppe Folklore
| Gewinner                                            | Nominierungen                                                       |
| --------------------------------------------------- | ------------------------------------------------------------------- |
| Carnaval pasión del Norte– Los Nocheros & Los Tekis | - Los pasos labrados – Tonolec - Chamamé – Los Nuñez y Ruiz Guiñazú |

Beste Folk-/Alternativ-Gruppe
| Gewinner                                      | Nominierungen                                                                    |
| --------------------------------------------- | -------------------------------------------------------------------------------- |
| Dúo Malosetti-Goldman – Dúo Malosetti-Goldman | - Sonqoy – Mavi Díaz y las Folkies - Humanas – Liliana Vitale y Verónica Condomí |

Bestes Album eines Newcomers Folklore
| Gewinner                            | Nominierungen                                                                        |
| ----------------------------------- | ------------------------------------------------------------------------------------ |
| Vidala – Nadia Szachniuk y Eva Sola | - Valles y Quebradas – Hugo Bistolfi - Gozar hasta que me ausente – Paloma del Cerro |

### Tango
Bestes Album einer Künstlerin des Tango
| Gewinner                             | Nominierungen                                                                                 |
| ------------------------------------ | --------------------------------------------------------------------------------------------- |
| Tangos de Discépolo – Liliana Felipe | - Gabino Puertos cardinales – Karina Beorlegui y los primos - Mamita Utopía– Natalia Lopópolo |

Bestes Album eines Künstlers des Tango
| Gewinner                                                            | Nominierungen                                                  |
| ------------------------------------------------------------------- | -------------------------------------------------------------- |
| Rubén Juárez: Otros tangos, poemas y dedicatorias – Various Artists | - Corazón & Hueso – Daniel Melingo - Recalada – Néstor Basurto |

Bestes Album des Tango Alternativo
| Gewinner                    | Nominierungen                                                       |
| --------------------------- | ------------------------------------------------------------------- |
| Vivo Milonguero – Tanghetto | - Revolución o picnic – La Chicana - Michelangelo – Mario Parmisano |

Bestes Album eines Newcomers des Tango
| Gewinner                                    | Nominierungen                                                                                         |
| ------------------------------------------- | --- |
| La Fábrica de Tangos – La Fábrica de Tangos | - Chamuyando Tangos – Horacio Pagani - Ensamble Tangos para 7 locos – Flavio Tagini y Gabriel Merlino |

Bestes Tango-Album eines Orchesters
| Gewinner                                      | Nominierungen                                                                          |
| --------------------------------------------- | -------------------------------------------------------------------------------------- |
| Vos y yo – Susana Rinaldi y Leopoldo Federico | - Desde adentro – Pablo Agri Cuarteto - Entre nosotros – María Graña y Esteban Morgado |

### Tropical
Bestes Album einer Künstlerin der Música Tropical
| Gewinner                  | Nominierungen                                                 |
| ------------------------- | ------------------------------------------------------------- |
| No voy a cambiar – Dalila | - Vendo amor en la calle – Noelia - Mi historia – Mónica Cruz |

Bestes Album eines Künstlers der Música Tropical
| Gewinner                                | Nominierungen                                                       |
| --------------------------------------- | ------------------------------------------------------------------- |
| Te metiste en mi corazón – Antonio Ríos | - Esto recién comienza– El Polaco - Esto soy yo – Román El Original |

Bestes Música Tropical-Album einer Band
| Gewinner                           | Nominierungen                                           |
| ---------------------------------- | ------------------------------------------------------- |
| Esquivando el éxito – Damas Gratis | - 20 años – Malagata - Tirate un paso – Los Wachiturros |

Bestes Album eines Newcomers des Música Tropical
| Gewinner                            | Nominierungen                                            |
| ----------------------------------- | -------------------------------------------------------- |
| Completamente enamorada – Antonella | - Tirate un paso – Los Wachiturros - Único – Simón Gaete |

### Cuarteto
Bestes Album eines Künstlers des Cuarteto
| Gewinner                        | Nominierungen                                                |
| ------------------------------- | ------------------------------------------------------------ |
| Un nuevo comienzo – Jean Carlos | - Videla Oh oh mami! – Negro - Llegó papá – Nolberto Al K LA |

Bestes Música Tropical/Cuarteto-Album einer Band
| Gewinner                | Nominierungen                                                                       |
| ----------------------- | ----------------------------------------------------------------------------------- |
| Sin límites – Banda XXI | - Un placer – La Barra - La noche de los 10 años - En vivo Estadio Kempes – Sabroso |

Bestes Album eines Newcomers des Cuarteto
| Gewinner                                | Nominierungen                                       |
| --------------------------------------- | --------------------------------------------------- |
| De lujo en vivo – La banda al rojo vivo | - Viva la alegría – Los Tiburones - Cuéntale – Kike |

### Canción Testimonial
Bestes Album des Canción Testimonial
| Gewinner                   | Nominierungen                                                                              |
| -------------------------- | ------------------------------------------------------------------------------------------ |
| El Desembarco – León Gieco | - Cartas al rey de la cabina – Juan Quintero y Luis Pescetti - Búfalo de agua – Zambayonny |

### Música Clásica
Bestes klassisches Album
| Gewinner                                                                                                 | Nominierungen |
| --- | --- |
| Astor Piazzolla: Historia del tango, para flauta y piano/Tango-Etudes, para flauta sola – Claudio Barile | - Il Progetto Vivaldi 2 – Sol Gabetta - Raras Partituras 8: Homenaje a Juan Carlos Paz – Agrupación Nueva Música |

### Conceptual
Bestes Konzeptalbum
| Gewinner                                                                                         | Nominierungen                                                          |
| ------------------------------------------------------------------------------------------------ | ---------------------------------------------------------------------- |
| Más de lo Mismo – Juan C. Baglieto, Lito Vitale, Guido Martínez, Julián Baglieto, Luciano Vitale | - Tributo a Bob Marley Vol.2 – Various Artists - Giro Hondo – Tom Lupo |

### Música Religiosa
Bestes religiöses Album
| Gewinner                  | Nominierungen                                                     |
| ------------------------- | ----------------------------------------------------------------- |
| Misa Criolla – Los Huayra | - Darte el Hoy – Naly Serra - Poema de Salvación – Pablo Olivares |

### Jazz
Bestes Jazz-Album
| Gewinner                               | Nominierungen                                          |
| -------------------------------------- | ------------------------------------------------------ |
| Piazzolla plays Piazzolla– Escalandrum | - Otero Rojo – Mariano - Gran Ensamble – Paula Shocron |

### Infantil
Bestes Kindermusikalbum
| Gewinner                                 | Nominierungen                                                                            |
| ---------------------------------------- | ---------------------------------------------------------------------------------------- |
| Tengo mal comportamiento – Luis Pescetti | - Fiesta de disfraces – Adriana - TRosario Juguemos en el bosque – Pro Música para niños |

### Romántico/Melódico
Bestes Romántico/Melódico-Album
| Gewinner                      | Nominierungen                                                    |
| ----------------------------- | ---------------------------------------------------------------- |
| El danzón-Vol. 1 – Los Amados | - Estamos todos locos – Pimpinela - Aún estoy aquí – Dany Martin |

### Instrumental-Fusión-World Music
Bestes  Instrumental-Fusión-World Music-Album
| Gewinner                       | Nominierungen                                                                 |
| ------------------------------ | ----------------------------------------------------------------------------- |
| Rada instrumental – Confidence | - Al limiti del mondo –Samalea & Kabusacki - La música cura – Christian Basso |

### Reggae y Música Urbana
Bestes  Reggae/Música Urbana-Album
| Gewinner                     | Nominierungen                                                            |
| ---------------------------- | ------------------------------------------------------------------------ |
| El paso gigante – Los Cafres | - Días de Sol - Special Dub Version – Mimi Maura - Revolución – Gondwana |

### Banda de Sonido Cine/Televisión
Bester Soundtrack
| Gewinner                                          | Nominierungen                                                   |
| ------------------------------------------------- | --------------------------------------------------------------- |
| Música de la película Antes del estrenos – Emisor | - Peter Punk – Juan Ciancio - Sueña conmigo 2 – Various Artists |

### Colección de Catálogo
Neste Kompilation
| Gewinner                         | Nominierungen                                                          |
| -------------------------------- | ---------------------------------------------------------------------- |
| Y Seguí Cantando – Mercedes Sosa | - El Trovador – Facundo Cabral - Historia de un creador – Litto Nebbia |

### Musikvideo
Bestes Musikvideo
| Gewinner                   | Nominierungen                                                |
| -------------------------- | ------------------------------------------------------------ |
| «Hoy Bailaré» – León Gieco | - «Ya lo sabía» – Miranda! - «Muñeco de Haití» – Babasónicos |

### DVD
Beste DVD
| Gewinner                | Nominierungen |
| ----------------------- | --- |
| Distinto – Diego Torres | - Primera Fila – Miguel Mateos - Vitale Más de lo Mismo – Juan C. Baglieto, Lito Vitale, Guido Martínez, Julián Baglieto y Luciano |

### Cover
Bestes Cover-Design
| Gewinner                  | Nominierungen                                                  |
| ------------------------- | -------------------------------------------------------------- |
| A Propósito – Babasónicos | - Magistral – Miranda! - El Mezcal y la Cobra – Catupecu Machu |

## Totenehrung
- Adrian Otero
- Gogó Andreu
- Ubaldo de Lío
- Estela Raval
- Alberto Merlo
- Gian Franco Pagliaro
- Leda Valladares
- Leonardo Favio
- Luis Alberto Spinetta